# Sopwith Dolphin
O Sopwith 5F.1 Dolphin foi um caça biplano britânico utilizado durante a Primeira Guerra Mundial, fabricado pela Sopwith Aviation Company. O Dolphin entrou em serviço na Frente Ocidental no início de 1918 e provou ser um caça formidável. No entanto, a aeronave não foi retida no inventário do pós-guerra, tendo sido retirada de serviço logo após o fim a guerra.

## Galeria

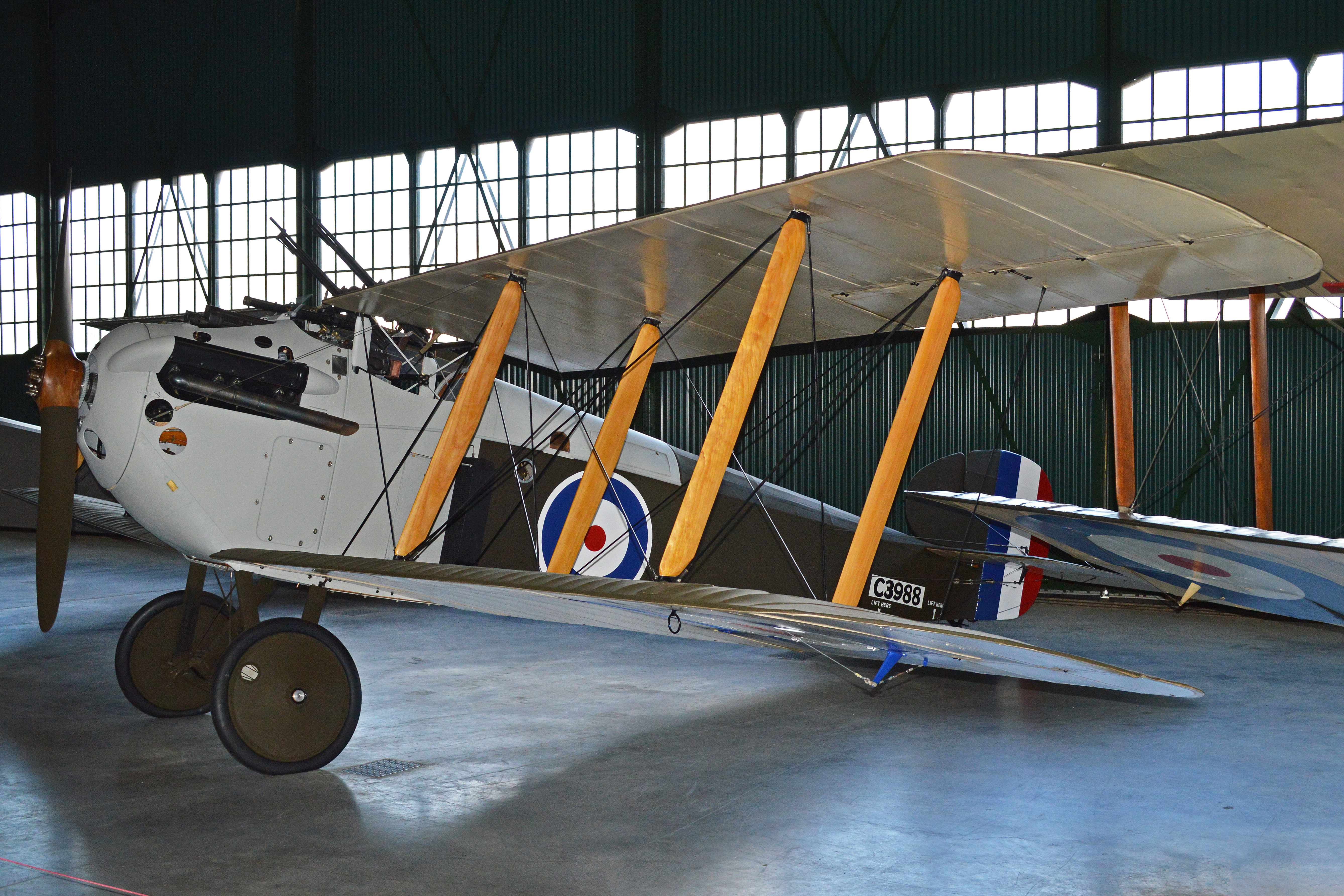
Réplica do Dolphin no RAF Museum de Hendon.
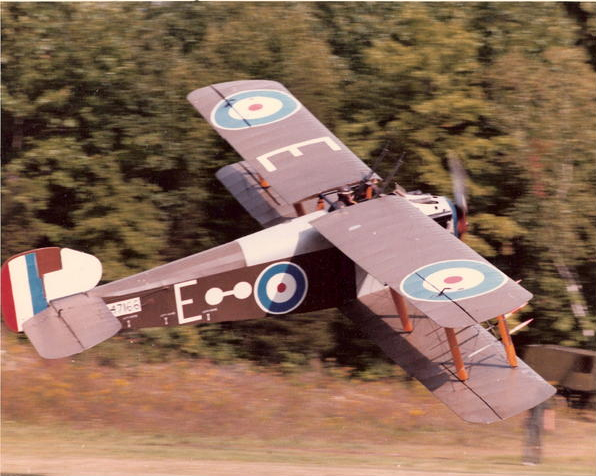
Réplica de 1980.
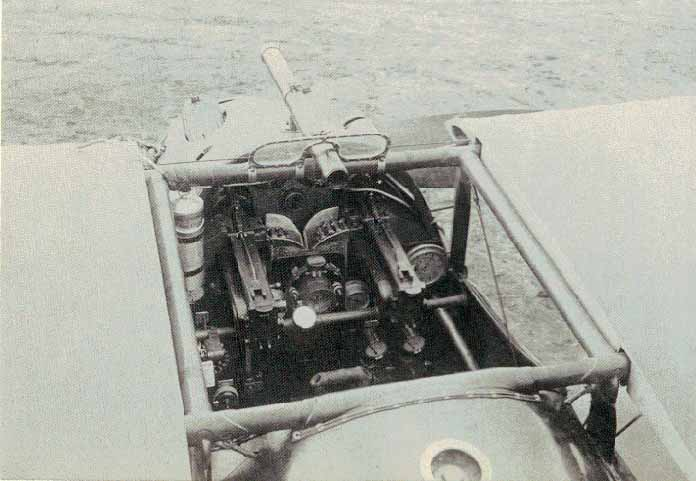
Vista de cima do cockpit do Dolphin mostrando os instrumentos e as duas metralhadoras.
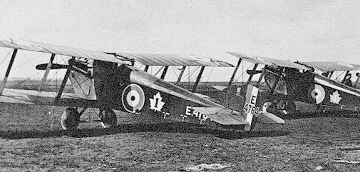
Dolphin do Primeiro Esquadrão de Caças da Força Aérea Real Canadense na Inglaterra em dezembro de 1918.